# René de Vignerot de Pontcourlay
René de Vignerot, seigneur du Pont de Courlay et de Glénay, né en 1561 et mort en 1624 est un militaire et un officier de la maison du roi français.

## Biographie
Né en 1561, René de Vignerot était un fidèle d’Henri IV, conseiller en ses conseils d’État et privé, gentilhomme de sa chambre et appelé par lui « son plus affectionné ami ». Il a combattu à la bataille d’Arques en septembre 1589 et à celle d’Ivry en mars 1590.
Compagnon d’armes du Grand Prévôt de France, François du Plessis de Richelieu, il a épousé sa fille, Françoise du Plessis, veuve de Jean de Beauvau et sœur du futur cardinal de Richelieu, le 26 août 1603. À cette occasion, le roi avait nommé René de Vignerot capitaine de sa garde et lui avait donné 6 000 livres grâce auxquels il fit, semble-t-il, l’acquisition de la seigneurie de Glénay en 1607.
Le couple donna naissance à deux enfants :
- François de Vignerot de Pontcourlay (1603-1646), marquis de Pont de Courlay, conseiller du roi en ses conseils, chevalier de ses ordres, général des galères de France, lieutenant général pour le roi dans les mers et armées du Levant et gouverneur du Havre,
- Marie-Madeleine de Vignerot de Pontcourlay (1604-1675), duchesse d’Aiguillon.

Françoise du Plessis est décédée en 1616.
René de Vignerot est décédé en 1624.
Les gisants de René de Vignerot et de Françoise du Plessis, exécutés par Michel Bourdin le jeune, sont conservés au château de Glénay.